# جورج بيكنغيل
جورج بيكنغيل (نحو 1816 – 10 أبريل 1909) كان مزارعًا إنكليزيًا عاش وعمل في قرية كانودون في مقاطعة إسكس شرقي إنكلترا. يقال إنه اشتهر بكونه ممارسًا للسحر أو الدين الشعبي، وأنه استخدم وسائل سحرية لتقديم العلاج للأمراض وتحديد مكان الممتلكات المفقودة، وقيل أيضًا أنه اتهم بتوجيه اللعنات للناس.
ولد بيكنغيل لعائلة ريفية من الطبقة العاملة، ونشأ في هوكلي، إسكس وعُمّد في كنيسة إنكلترا. في سنة 1856، تزوج من سارة آن بيتمان في غريفزند، كنت. عاد الزوجان إلى إسكس واستقرا في كانودون وأنجبا أربعة أطفال. توفيت زوجة بيكنغيل في سنة 1887، وفي وقت لاحق، جذب انتباه الصحافة لادعائه أنه أحد أكبر الرجال سنًا في إنكلترا. أشير إلك تلك الادعاءات أيضًا في نعوته، إلا أنه تبين لاحقًا عدم صحتها.
لفت الباحث الشعبي إيريك مابل انتباه الناس إلى بيكنغيل في أوائل ستينيات القرن العشرين. كجزء من بحثه في المعتقدات المتعلقة بالدين الشعبي والسحر في القرن التاسع عشر في إسكس، أجرى مابل مقابلات مع عدد من سكان كانودون وجمع قصصهم عن بيكنغيل وسمعته كرجل ممارس للسحر. حسب روايتهم، جذب بيكنغيل زوارًا من حول إسكس طلبًا لمساعدته السحرية، التي لم يتقاضى عليها أجرًا. نسبوا إليه القدرة على السيطرة على الحيوانات، وأنه يأمر العفاريت الصغيرة أن يفعلوا ما يطلبه، وتحت يده ستة أو تسعة سحرة مكرة عاشوا في كانودون. زعم أنه تمكن من تحصيل المساعدة وجمع البيرة من الناس المحليين من خلال التهديد بتوجيه لعنة إليهم أو إلى ممتلكاتهم. رغم ادعاء بعض السكان المحليين اختراعهم ادعاءات لإرضاء مابل، والتي استند الكثير منها إلى روايات قديمة عن رجل إسكس الماكر جيمس موريل، إلا أن بحثًا لاحقًا قام به المؤرخ رونالد هوتون أكد جوانب من الروايات الأصلية لأخصائي الفلكلور.
في سبعينيات القرن العشرين، بدأ عالم الغيب إي. دبليو. «بيل» ليدل بنشر ادعاءات بأن العائلات التي تتوارث مهنة السحر أبلغته بأن بيكنغيل لم يكن مجرد رجل ماكر ريفي، بل كان شخصية رئيسية في المجتمع المستور في القرن التاسع عشر. حسب رواية ليدل، التي فشلت في الحصول على أي دعم علمي، كان بيكنغيل عضوًا في طائفة سحرة متوارثة للمهنة، تقود عصبة في كانودون وتشكل تسع عصبات أخرى في جنوبي إنكلترا. ادعى ليدل أن بيكنغيل أصصلح طائفة السحرة الإنجليزية القائمة من خلال إدخال مفاهيم جديدة من السحر الفرنسي والدانماركي ومن المصادر الكلاسيكية، وأنه بقيامه بذلك، أنشأ بيكنغيل الهيكل الذي نشأ منه تقليد ويكا غاردنيرية في خمسينيات القرن العشرين. انتقد الويكانيان (ديانة وثنية) البارزان دورين فالينتي ولويس بورن ادعاءاته، التي رفضها أيضًا مؤرخون وعلماء دين مثل مابل، وهوتون، وأوين ديفيس، وإيدن إيه. كيلي بوصفها زائفة.

## سيرته

### حياته وعائلته
كان جورج بيكنغيل ابن تشارلز بيكنغيل، وهو عامل وحدّاد، والسيدة سوزانا كودنر، وهي امرأة حملت أيضًا اسم هانا كودمور؛ تزوج الاثنان في 17 سبتمبر 1813. رغم أنه لم يحمل سجل ولادة معروف، إلا أنه وبحسب ادعاءات الأبرشية، عُمّد جورج بيكنغيلفي 26 سبتمبر 1816 في الكنيسة في هوكلي. رغم أن سنة ميلاد بيكنغيل موضع شك، إلا أن ادعاءات مختلفة قدمت في تعدادات مختلفة؛ في تعداد عام 1851، ادعى أنه كان يبلغ من العمر 26 عامًا، أي أنه ولد في عام 1825 تقريبًا، بينما ادعى في تعداد عام 1861 أنه يبلغ من العمر 46 عامًا، وهو ما كان سيجعل تاريخ مولده في 1815. في تعداد عام 1901، ادعى أنه يبلغ من العمر 95 عامًا، ما كان سيجعل تاريخ ولادته في عام 1806؛ قيل إنه جعل نفسه يبدو أكبر سنًا لتيسير عملية جمع مساعدات الأبرشية من الكنيسة. طوال حياته، استخدم بيكنغيلأيضًا مجموعة متنوعة من الأسماء للقبه في السجلات الرسمية؛ بيكنغيل، وبيكينغال، وبينتغال، وبينتغالي.
يتضح من بيانات التعداد أن بيكنغيل عاش مع والديه بين عامي 1816 و1830، ولم يذكر محل إقامته وقت تعداد سنة 1814. في سنة 1851، سجل أنه سكن في منزل دايفيد كليمنس في ليتل واكرينغ، إسكس، وأشار إلى كونه مزارعًا. في 18 مايو 1856، تزوج من سارة آن بيتمان في كنيسة القديس جورج، وهي كنيسة أنجليكانية في غرافيزند، كينت. في هذا السجل، وصف كل من بيكنغيل وبايتمان نفسيهما بأنهما يقيمان في غريفزند، وأشار بيكنغيل أنه عامل؛ ولم تدرج أي مهنة لبايتمان. ولدت بايتمان في تيلينغهام، إسكس، في عام 1831، ابنة لجوزيف بايتمان وزوجته ماري آن أغوس؛ وطوال حياتها الزوجية، عرفت باسم «ماري آن بيكنغيل» وأشير إليها باسم «سارة آن بيكنغيل» في سجل دفنها.
في 22 يونيو 1858، ولدت ابنة الزوجين، مارثا آن، في هوكويل، إسكس. بحلول سنة، انتقلا إلى إيستوود، إسكس، حيث سجلا في تعداد تلك السنة. سكس، حيث سجلا في تعداد تلك السنة. حينها ذكر بيكنغيل أن عامل زراعي. في تلك السنة، ولد ابنهما تشارلز فريدريك. في السنة التالية، ألقي القبض على زوجة بيكنغيل وهي تسرق مكيالين من البطاطا، وغرمت عشر شلنات وقتها. في سنة 1863، ولدت ابنة ثانية، اسمها ماري آن، للزوجين.
في مرحلة ما في السنوات الأربع المقبلة، انتقلت عائلة بيكنغيل إلى كانودون، حيث ولد ابن آخر، جورج، سنة 1876. تم تسجيل الزوجين وأطفالهما الأربعة في تعداد عام 1871، حيث أدرج بيكنغيل نفسه مرة أخرى عاملًا زراعيًا. في تعداد عام 1881، تم تسجيل أن الزوجين عاشا مع اثنين آخرين من أطفالهما، ماري آن وجورج، وأشارت الزوجة بيكنغيل إلى كونها عاملة. في 17 أغسطس 1887، رق رجل مشرد يدعى جيمس تايلور سترة وزوجًا من القفازات الجلدية من بيكنغيل. ألقي القبض على تايلور وقدم إلى المحاكمة في روتشفورد في 24 أغسطس؛ وفي أكتوبر، أقر بأنه مذنب بسرقة السترة، ولم يعترف بسرقة أشياء أخرى. حكم عليه بالسجن ستة أشهر مع الأشغال الشاقة.
في 13 سبتمبر 1887، توفيت زوجة بيكنغيل عن عمر ناهز 63 عامًا في كانودون؛ وعزى الطبيب المعتد وفاتها إلى مرض في الكبد. دفنت في كنيسة القديس نيكولاس في كانودون في 17 سبتمبر. حسب تعداد عام 1891، كان بيكنغيل لا يزال عاملًا زراعيًا، وكان يعيش في كانودون مع ابنته المتزوجة آن وحفيدته إميلي وود. تظهر السجلات أنه عاش في كوخ مستأجر مع حديقة مجاورة، وأنه في يوليو 1899 باع المالك العقار في المزاد. بحلول سنة 1901، أدرج اسمه على لائحة الذين يعيشون تحت إعانة الأبرشية، وعاد ابناه ليعيشا معه.
في ذلك الوقت، كان بيكنغيل يزيد من تضخيم عمره كل سنة، ليدعي في نهاية المطاف أنه بلغ من العمر 105 عامًا. جذب ذلك الانتباه من مناطق أخرى، بما فيها لندن، وفي سبتمبر 1908، زار صحفي كانودون؛ فوصل بالسيارة، وهي الأولى التي رآها بيكنغيل على الاطلاق، وسمح للرجل المسن بأن يركب فيها. لاحقًا، كتب الصحفي مقالًا عن الرجل الذي تجاوز المائة من عمره، زعم فيه أن اسمه «فريدريك بيكنغيل»؛ من الممكن أن يكون بيكنغيل قد أعطى اسمًا مزيفًا حتى لا يتمكن أحد من الاطلاع على سجلات الأبرشية واكتشاف عمره الحقيقي. وصف ميبل بيكنغيل بأنه رجل طويل، غير مهذب، منعزل وغير متواصل مع غيره. كانت لديه أظافر طويلة جدًا، واحتفظ بماله في كيس من الخيش. أشار أيضًا أنه عمل في مزرعة، وهو أرمل وله ولدان.